# Carabus mongoliensis
Carabus (Aulonocarabus) mongoliensis – gatunek chrząszcza z rodziny biegaczowatych i podrodziny Carabinae.
Gatunek ten został opisany w 2003 roku przez Dimitrija W. Obydowa. Jako lokalizację typową wskazał on dolinę rzeki Tamir gol w górach Changaj w ajmaku północnochangajskim. Gatunek monotypowy.
Chrząszcz palearktyczny, znany wyłącznie z Mongolii.